# アブドラ・マリク
アブドラ・マリク（Abdullah Malik、1920年10月10日 – 2003年4月10日）は、パキスタンのジャーナリスト、作家、歴史家である。彼は共産党の活発なメンバーであり、ジャーナリストとしてパキスタン運動に貢献した。彼は、デイリー・イムロゼやパキスタン・タイムズのような進歩的な新聞で外国特派員として働いた。また、彼は24冊以上の著書を執筆しており、その大半はパンジャブの歴史やインド・パキスタン戦争と紛争に焦点を当てている。

## 経歴
彼は1920年10月10日にイギリス領インドのラホールで生まれた。政府イスラミア大学で教育を受けた。解放運動との関係を築いた後、彼は死ぬまでインド共産党に関わり続けた。
1940年代には、CPIの新聞カウミ・ジャンで働き、インドのドミニオンおよびパキスタンのドミニオンのために重要な役割を果たした。 後に、インド亜大陸の分割後、1951年にラホール砦の刑務所に投獄された。
1960年代には、デイリー・イムロゼとパキスタン・タイムズのロンドン特派員を務めた。しかし、1971年には、東パキスタンでの軍事作戦に反対したため、軍事独裁者ヤヒヤー・ハーンによって投獄された。彼は、バングラデシュ独立戦争を支持した数少ないパキスタン人の一人であり、その後、当時軍事独裁者が支配していたデイリー・イムロゼでの職を解雇された。
解雇後、彼はアザードという全国紙を設立したが、その後バングラデシュの独立戦争が勃発したため、軍事政権により禁止された。 閉鎖されるまで、彼は新聞にコラムや歴史に関する記事を書き、歴史や政治に関する学術的な著作も生産した。

## 死亡
マリクは慢性疾患の肺疾患に苦しんでいた。彼はその後、パキスタン医科科学研究所に入院し、2003年4月10日に亡くなった。彼には二人の息子がいる。